# ستيفن فورتيس
ستيفن فورتيس (من مواليد 17 أبريل 1992) هو لاعب كرة قدم محترف يلعب لنادي أوستينده البلجيكي، على سبيل الإعارة من نادي لانس الفرنسي بصفته قلب دفاع.
ولد في فرنسا ويمثل الرأس الأخضر على المستوى الدولي.